# フォッサチェジーア
フォッサチェジーア（イタリア語: Fossacesia）は、イタリア共和国アブルッツォ州キエーティ県にある、人口約6,400人の基礎自治体（コムーネ）。

## 地理

### 位置・広がり

#### 隣接コムーネ
隣接するコムーネは以下の通り。
- ランチャーノ
- モッツァグローニャ
- パリエータ
- ロッカ・サン・ジョヴァンニ
- サンタ・マリーア・インバーロ
- トリーノ・ディ・サングロ

## 行政

### 分離集落
フォッサチェジーアには、以下の分離集落（フラツィオーネ）がある。
- Bardascillo, Campidoglio, Caporale, Casone, Chiusa Piccola, Colle Cannizza, Colle Castagna, Colle Pecorai, La Penna, Masseria, Fossacesia Marina, Pistoleto, San Martino, Sterpari, Strutto, Villa Scorciosa, Piano del Signore, Piano Madonna, Piano Favaro, Pietre Nere, Pratoli